# Torrent de Ruixol (Berguedà)
El Torrent de Ruixol és un afluent per l'esquerra de l'Aigua de Valls que transcorre íntegrament pel terme municipal de Saldes, al Berguedà.
Fa els primers 400 metres del seu recorregut per l'interior del Parc Natural del Cadí-Moixeró seguint la direcció predominant cap a les 5 del rellotge. En sortir-ne, just travessar la carretera B-400 a l'alçada del Coll de la Trapa, agafa la direcció predominant cap a les 8 del rellotge i fa de frontera de la banda nord del territori integrat en el Pla d'Espais d'Interès Natural (PEIN) de la Generalitat de Catalunya i més concretament en l'espai de la Serra d'Ensija - Els Rasos de Peguera fins a desguassar a l'Aigua de Valls després d'haver passat un centenar de metres pel sud de Feners

## Xarxa hidrogràfica
La xarxa hidrogràfica del Torrent de Ruixolque també transcorre íntegrament pel terme municipal de Saldes, està constituïda per 15 cursos fluvials. La totalitat de la xarxa suma una longitud de 9.261 m.

### Afluents destacables
- El Torrent de Boteric